# Sebastián Ramírez
Sebastián Ramírez, vollständiger Name Mario Sebastián Ramírez Silva, (* 18. Mai 1992 in Salto) ist ein uruguayischer Fußballspieler.

## Karriere
Der 1,80 Meter große Defensivakteur Ramírez stand in den Spielzeiten in Reihen 2011/12 und 2012/13 in Reihen des Erstligisten Liverpool Montevideo. Lediglich in der ersten Saison bestritt er dort eine Partie (kein Tor) in der Primera División. Anfang Februar 2013 wechselte er in die Segunda División zum Club Atlético Rentistas, mit dem er am Saisonende aufstieg. 2013/14 lief er beim ebenfalls in Montevideo ansässigen Verein in 25 Erstligabegegnungen (kein Tor) auf. In der Spielzeit 2014/15 wurde er 27-mal (kein Tor) in der höchsten uruguayischen Spielklasse und zweimal (kein Tor) in der Copa Sudamericana 2014 eingesetzt. Während der Saison 2015/16 kam er in 20 Erstligaspielen (kein Tor) zum Einsatz und stieg mit dem Klub am Saisonende ab. Anfang Juli 2016 schloss er sich San Luis de Quillota an. Für die Chilenen bestritt er bislang (Stand: 2. März 2017) 13 Erstligapartien (ein Tor) und eine Begegnung (kein Tor) der Copa Chile.